# Gyrth Godwinson
Gyrth Godwinson (* um 1030; † 14. Oktober 1066) war Sohn des Earl Godwin Wulfnothson von Wessex und Bruder des kurzzeitigen englischen Königs Harold Godwinson. Er war unter anderem Earl of East Anglia.
Gyrth bot seinem königlichen Bruder Harald II. an, das angelsächsische Heer in der Schlacht bei Hastings zu führen, um bei einer möglichen Niederlage das Königreich nicht vollständig preiszugeben. Harald sollte dadurch Zeit gewinnen, neue frische Truppen aufzustellen, da die Angelsachsen durch die zuvor stattgefundene Schlacht von Stamford Bridge hohe Verluste erlitten hatten. Der König lehnte dieses Angebot jedoch ab, beide Brüder fielen neben einem weiteren Bruder Leofwine Godwinson in der Schlacht.